# David Steindl-Rast

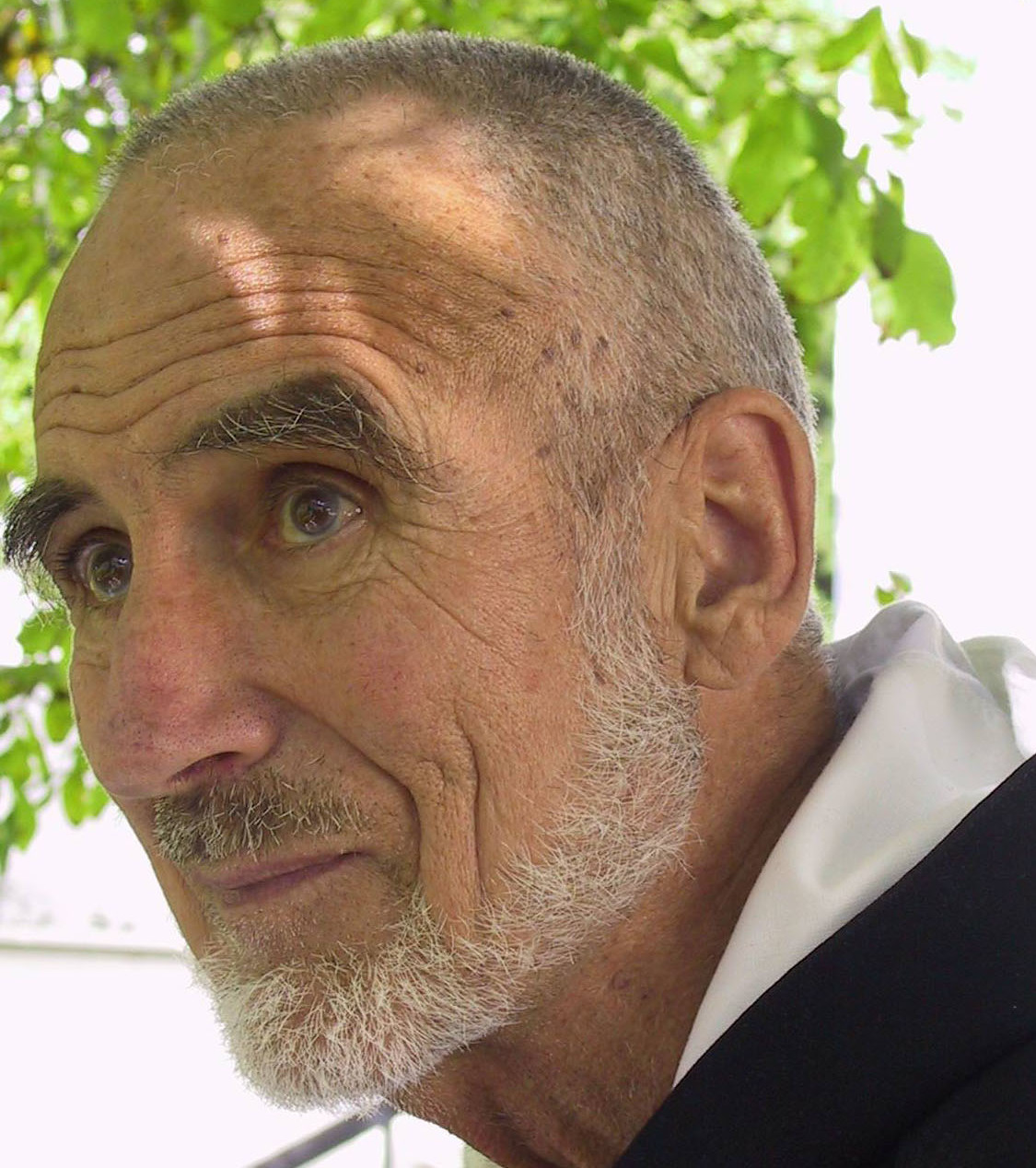
David Steindl-Rast (2004)

David Steindl-Rast OSB (* 12. Juli 1926 in Wien als Franz Kuno Steindl) ist ein österreichisch-US-amerikanischer Benediktinermönch, Eremit, spiritueller Lehrer und weltweit tätiger Vortragsreisender.

## Leben
David Steindl-Rast entstammt einer ursprünglich adeligen Familie mit einem Stammschloss in der Nähe des Wallfahrtsortes Maria Rast im heutigen Slowenien, von dem die Familie ihren Namen bezieht. Mit seiner Mutter und den zwei jüngeren Brüdern Hans und Max wuchs er in Edlach an der Rax auf und wurde 1944 zur Wehrmacht eingezogen. Ein religiöses Schlüsselerlebnis hatte Steindl-Rast, als er in den unmittelbaren Nachkriegsjahren zum ersten Mal die Regula Benedicti las und dort die christliche Ars moriendi kennenlernte. Für den damals etwa 20-Jährigen spiegelten sich im Vers „Den unberechenbaren Tod täglich vor Augen haben“ seine persönlichen Kriegserfahrungen wider. Er fasste den Entschluss, Benediktiner zu werden.
Erste Kontakte mit dem Ordensleben knüpfte Steindl-Rast in der Neulandschule während des Choralunterrichts und später mit seinem Beichtvater, dem Zisterzienserpater Walter Schücker, einem engen Vertrauten von Abt Karl Braunstofer aus dem Stift Heiligenkreuz, sowie mit den Benediktinermönchen der Abtei Seckau, wo er ebenfalls regelmäßig Ostern mitfeierte. Trotz seiner klösterlichen Berufung entschied er sich für ein Studium der Kunst, Psychologie und Anthropologie an der Universität Wien. 2020 beschrieb er die Entscheidung, nicht ins Kloster einzutreten, als eine „Flucht“ vor der Berufung. 1952 wurde er in Psychologie mit einer Dissertation zum Thema Die Merkmale von Stimme und Sprechweise als Ausdruck der Einstellung zum Gesprächspartner promoviert.
1953 folgte er seiner in die USA emigrierten Familie und trat in das kurz zuvor neu gegründete Benediktinerkloster Mount Saviour in Elmira, NY, ein. Dieses Kloster war für sein streng monastisches Leben nach dem ursprünglichen Wortlaut der Regula Benedicti bekannt. Das Noviziat musste er im Kloster Saint-Benoît-du-Lac in Kanada, einer Kongregation von Solesmes, absolvieren, wo er den Ordensnamen David erhielt und die katholische Tradition des Gregorianischen Chorals lernte. 1955 legte Steindl-Rast seine einfache Profess ab. Von 1982 bis 1997 lebte er bei den Kamaldulensern im Kloster Big Sur, Kalifornien, zunächst um eine mögliche Fusion mit seinem Mutterkloster zu unterstützen, später als Gast. 1958/59 ermöglichte ihm ein Postdoc-Stipendium den Aufenthalt an der Cornell University als Lektor.
Ab 1965 suchte er im Auftrag seines Abtes den interreligiösen Dialog zwischen Christentum und Buddhismus. Er entfernte sich inhaltlich von der christlichen Glaubenstradition und verinnerlichte als katholischer Mönch die Zen-Meditation im buddhistischen Bergkloster Tassajara, Kalifornien. 1968 war er in New York zusammen mit Swami Satchidananda, Joseph Gelberman, einem liberalen chassidischen Rabbi kabbalistischer Prägung, und weiteren Mitbegründern des interreligiösen Center for Spiritual Studies. In den 1970er-Jahren unterstützte er die House of Prayer Movement maßgeblich, eine spirituelle Initiative, die sich primär durch die Frauenordination eine Erneuerung der katholische Kirche erhofft und der auch Thomas Merton sowie 200.000 Ordensleute angehörten.
1975 war er Mitgründer der Sky Farm in Sonoma, Kalifornien, deren Direktorium er von 2002 bis 2010 angehörte. Er engagierte sich ab 1970 in der House-of-Prayer-Bewegung in den USA und Kanada.
1989 gründete er zusammen mit dem Zen-Priester Vanja Palmers in Dienten am Hochkönig das Haus der Stille Puregg, Begegnungsstätte und Zentrum spiritueller Praxis und Besinnung.

David Steindl-Rast vertritt eine pluralistische Religionstheologie, der zufolge weder das Christentum noch eine andere Religion „einzig wahre“ Heilsmittler sind. Danach sind die Religionen in einem spezifischen kulturellen und historischen Umfeld entstanden, und jede kann dieselbe Funktion erfüllen. Im Gegensatz dazu vertritt die katholische Kongregation für die Glaubenslehre in der Erklärung Dominus Iesus (2000) den Standpunkt, ein solcher Pluralismus sei mit dem katholischen Glauben unvereinbar.
2024 vermachte Steindl-Rast der Salzburger Paris Lodron Universität den Vorlass seiner umfangreichen Sammlung von Dokumenten und persönlichen Aufzeichnungen.
Viele Jahre lebte Steindl-Rast, wenn er nicht auf Vortragsreisen unterwegs war, als Eremit unter anderem in der Nähe des Klosters Mount Saviour. Heute lebt er in der benediktinischen Gemeinschaft des Europaklosters Gut Aich in Sankt Gilgen.

## Ehrungen und Auszeichnungen
- 1975: Martin-Buber-Preis für sein Engagement im Dialog der Religionen
- 2022: Theologischer Preis der Salzburger Hochschulwochen
- 2023: Goldenes Ehrenzeichen für Verdienste um die Republik Österreich[14]

## Publikationen
- A listening heart. The art of contemplative living. Crossroad, New York 1983, ISBN 0-8245-0576-X.
  - Die Achtsamkeit des Herzens. Goldmann, München 1988, ISBN 3-442-30519-5.
  - Überarbeitete Auflage unter dem Titel A Listening Heart. The Spirituality of Sacred Sensuousness. Crossroad, New York 1999, ISBN 0-8245-1780-6.
  - Deutsche Übersetzung der Neuausgabe: Die Achtsamkeit des Herzens. Herder, Freiburg 2005, ISBN 3-451-05604-6; Neuauflage 2021, ISBN 978-3-451-03310-0.
- Gratefulness, the Heart of Prayer. An Approach to Life in Fullness. N. J. Paulist Press, 1984, ISBN 0-8091-2628-1.
  - Deutsch: Fülle und Nichts: Von innen her zum Leben erwachen. Herder, 3. Aufl. 2008, ISBN 978-3-451-05653-6.
- Belonging to the Universe. Explorations on the Frontiers of Science and Spirituality. Mit Fritjof Capra. Harper, San Francisco 1990, ISBN 978-0-06-250187-5.
  - Deutsch: Wendezeit im Christentum: Perspektiven für eine aufgeklärte Theologie. Mit Fritjof Capra und Thomas Matus. DTV, München 1994, ISBN 3-423-30371-9.
- The Ground We Share. Everyday Practice, Buddhist and Christian. Mit Robert Aitken. Shambhala Publications, 1996, ISBN 1-57062-219-1.
  - Der spirituelle Weg: Zen-Buddhismus und Christentum im täglichen Leben. Droemer Knaur, München 1996, ISBN 3-426-86117-8.
- Music of Silence. A Sacred Journey through the Hours of the Day. Mit Sharon LeBell. Ulysses Press, 1995, 2. Aufl. 2001, ISBN 1-56975-297-4.
  -  Musik der Stille: die gregorianischen Gesänge und der Rhythmus des Lebens. Herder, Freiburg 2010, ISBN 978-3-451-06278-0.
- Words of Common Sense for Mind, Body and Soul. Templeton Foundation Press, 2002, ISBN 1-890151-98-X.
- Common Sense Spirituality. Crossroad Publishing, 2008, ISBN 0-8245-2479-9.
  - Common Sense: die Weisheit, die alle verbindet. Claudius, München 2009, ISBN 978-3-532-62398-5.
- Credo: Ein Glaube, der alle verbindet. Vorwort vom 14. Dalai Lama. Herder, Freiburg 2010, ISBN 978-3-451-30356-2.
- Und ich mag mich nicht bewahren. Vom Älterwerden und Reifen. Mit Gedichten von Rainer Maria Rilke und Joseph von Eichendorff. Tyrolia, Innsbruck/Wien 2012, ISBN 978-3-7022-3184-2.
- Das glauben wir – Spiritualität für unsere Zeit. Mit Anselm Grün. Vier-Türme-Verlag, Münsterschwarzach 2015, ISBN 978-3-89680-921-6.
- Ein guter Tag für dich. Mit Fotografien von Peter Umfahrer. Tyrolia, Innsbruck/Wien 2016, ISBN 978-3-7022-3549-9.
- 99 Namen Gottes. Betrachtungen. Mit 100 Kalligraphien von Shams Anwari-Alhosseyni. Tyrolia, Innsbruck/Wien 2019, ISBN 978-3-7022-3776-9.
- Orientierung finden. Schlüsselworte für ein erfülltes Leben. Tyrolia, Innsbruck 2021, ISBN 978-3-7022-3992-3.
- Der Fließweg. Gedanken zum Daodejing des Laozi. Das Hauptwerk des Daoismus für heute entdeckt Mit Balts Nill, Tyrolia 2024, ISBN 978-3-7022-4177-3